# Rue Boulard (Reims)
 (juin 2023).
La mise en forme du texte ne suit pas les recommandations de Wikipédia : il faut le « wikifier ».
Les points d'amélioration suivants sont les cas les plus fréquents :
- Les titres sont pré-formatés par le logiciel. Ils ne sont ni en capitales, ni en gras.
- Le texte ne doit pas être écrit en capitales (les noms de famille non plus), ni en gras, ni en italique, ni en « petit »…
- Le gras n'est utilisé que pour surligner le titre de l'article dans l'introduction, une seule fois.
- L'italique est rarement utilisé : mots en langue étrangère, titres d'œuvres, noms de bateaux, etc.
- Les citations ne sont pas en italique mais en corps de texte normal. Elles sont entourées par des guillemets français : « et ».
- Les listes à puces sont à éviter, des paragraphes rédigés étant largement préférés. Les tableaux sont à réserver à la présentation de données structurées (résultats, etc.).
- Les appels de note de bas de page (petits chiffres en exposant, introduits par l'outil «  Source ») sont à placer entre la fin de phrase et le point final[comme ça].
- Les liens internes (vers d'autres articles de Wikipédia) sont à choisir avec parcimonie. Créez des liens vers des articles approfondissant le sujet. Les termes génériques sans rapport avec le sujet sont à éviter, ainsi que les répétitions de liens vers un même terme.
- Les liens externes sont à placer uniquement dans une section « Liens externes », à la fin de l'article. Ces liens sont à choisir avec parcimonie suivant les règles définies. Si un lien sert de source à l'article, son insertion dans le texte est à faire par les notes de bas de page.
- La présentation des références doit suivre les conventions bibliographiques. Il est recommandé d'utiliser les modèles {{Ouvrage}}, {{Chapitre}}, {{Article}}, {{Lien web}} et/ou {{Bibliographie}}. Le mode d'édition visuel peut mettre en forme automatiquement les références.
- Insérer une infobox (cadre d'informations à droite) n'est pas obligatoire pour parachever la mise en page.

Pour une aide détaillée, merci de consulter Aide:Wikification.
Si vous pensez que ces points ont été résolus, vous pouvez retirer ce bandeau et améliorer la mise en forme d'un autre article.
Pour les articles homonymes, voir Rue Boulard et Boulard.
La rue Boulard est une rue de la commune de Reims, dans le département de la Marne, en région Grand Est.

## Situation et accès
La rue Boulard est comprise entre la rue Brûlée et le boulevard Paul-Doumer.
Elle est coupée en deux parties par la place Gaston-Poittevin. 
La rue  appartient administrativement au quartier Centre-Ville de Reims.

## Origine du nom
Elle rend hommage à Jean-François Boulard, général d’artillerie (1776-1842), né à Reims le 20 mai 1776. Jean-François Boulard assista aux plus grandes batailles de la République et de l’Empire ; son nom est inscrit sur l’Arc de triomphe de l’Étoile. Il fut inspecteur général d’artillerie et reçut la grand’croix de la Légion d’honneur (1).

## Historique
Ancienne rue Marlot, pour la partie supérieure de la rue, comprise entre la rue Brûlée et la rue Marlot actuelle. Ce tronçon porta avant 1841 le nom de rue des Treize-Maisons. Elle prit son nom actuel lorsqu’elle fut prolongée en 1864, à travers le Grand Jard, jusqu’au port (1).

## Bâtiments remarquables et lieux de mémoire
- n°23 Immeuble remarquable repris comme éléments de patrimoine d’intérêt local[2],
- n°28 Immeuble remarquable de l'architecte André Ragot, daté sur la facade de 1924, repris comme éléments de patrimoine d’intérêt local local[3],
- n°49 : ancien hôtel de l’entrepreneur Béranger, de l'architecte Adolphe Bauve, repris comme éléments de patrimoine d’intérêt local local[4],
- à proximité, Synagogue de Reims.

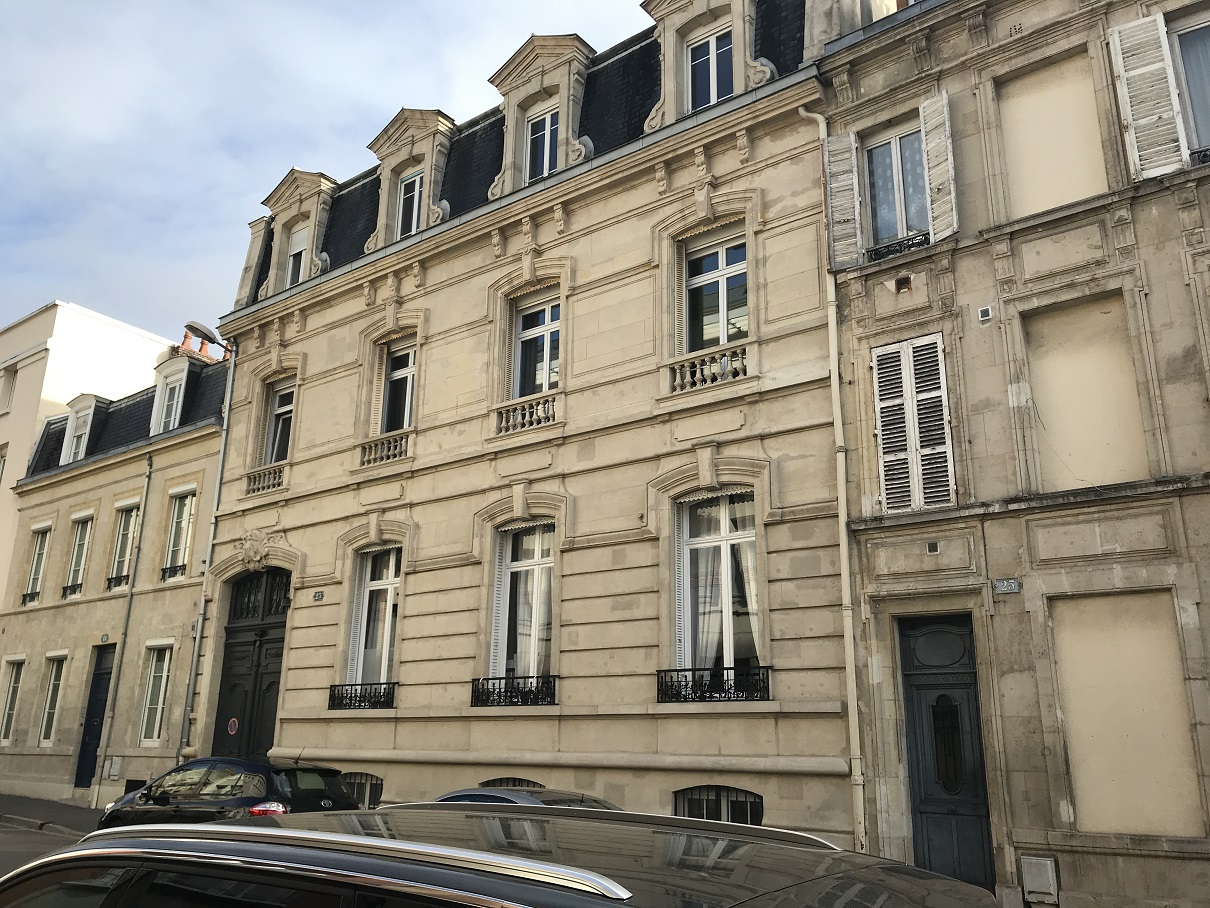
Au n°23
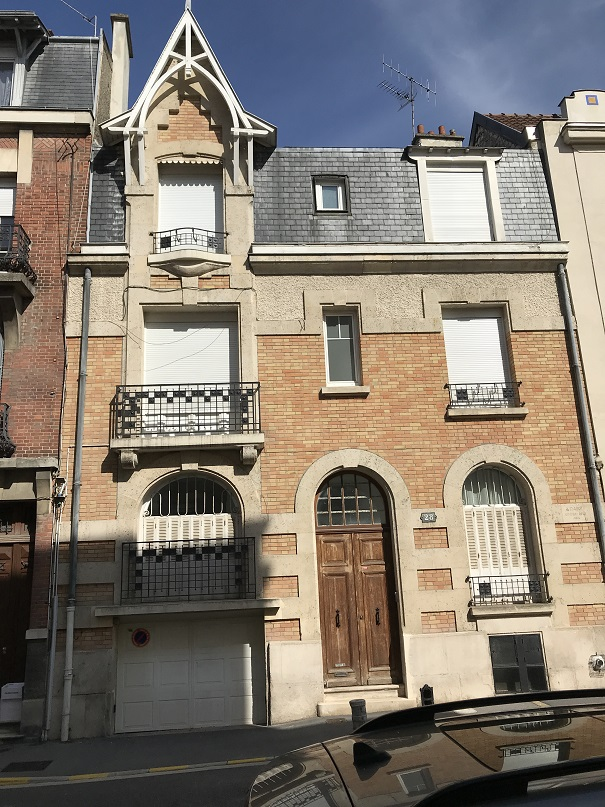
Au n°28
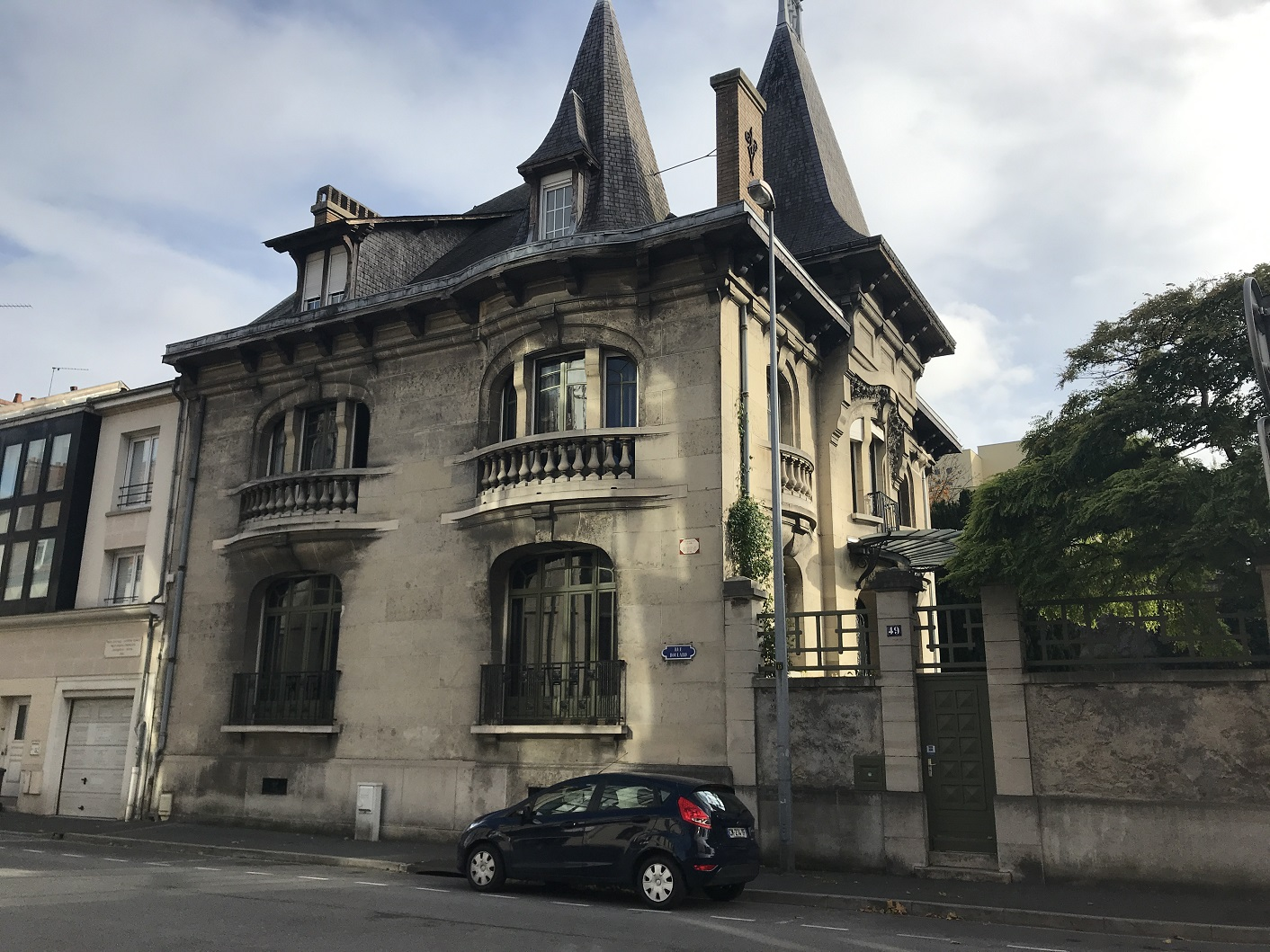
Au n°49

### Lien Externe
https://www.grandreims.fr/fileadmin/grandreims/MEDIA/Les_competences/Urbanisme/Reims/Reims_PLU_19122019/RAPPORT_DE_PRESENTATION/PLU_de_Reims_-_RPT3_-_Recensement_Patrimonial_compressed.pdf